# Yamuna
Yamuna (Hindi/Phạn: यमुना, Urdu:جمنا đôi khi được gọi là Jamuna (tiếng Bengal:যমুনা Jomuna) (Hindi: जमुना) hay Jumna) là sông chi lưu lớn nhất của sông Hằng (Ganges) ở miền bắc Ấn Độ. Yamuna khởi nguồn từ sông băng Yamunotri tại cao độ 6.387 mét, trên sườn phía tây nam của đỉnh Banderpooch, thuộc dãy Hạ Himalaya ở Uttarakhand. Sông có tổng chiều dài 1.376 kilômét (855 mi) và diện tích lưu vực lên đến 366.223 km², tức 40,2% toàn Lưu vực sông Hằng. Yamuna hợp lưu với sông Hằng tại Triveni Sangam, Allahabad, địa điểm này là nơi diễn ra lễ hội Kumbha Mela được tổ chức 12 năm một lần.
Sông chảy qua một số bang như Uttarakhand, Haryana và Uttar Pradesh, qua Himachal Pradesh và sau đó là Delhi, và nhận nhiều chi lưu trên suốt dòng chảy như Tons, chi lưu dài nhất và lớn nhất của nó, Chambal, có lưu vực rộng lớn, sau đó là Sindh, Betwa và Ken. Điều quan trọng nhất là dòng sông đã tạo ra những vùng đất phù sa màu mỡ ở vùng cao, vùng Doab Yamuna-Hằng nằm giữa Yamuna và sông Hằng thuộc đồng bằng Ấn-Hằng. Gần 57 triệu người phụ thuộc vào nguồn nước của Yamuna. Dòng sông có lưu lượng dòng chảy hàng năm là 10.000 tỉ m³ (cbm) và lượng nước được sử dụng lên đến 4.400 cbm (trong đó tưới tiêu chiếm 96%), dòng sông chung cấp 70% nước cho Delhi. Cũng giống như sông Hằng, Yamuna rất được tôn kính trong Ấn Độ giáo và được tôn thờ như nữ thần Yamuna trong suốt dòng chảy của nó. Trong thần thoại Hindu, bà là con gái của thần mặt trời Surya, và là chị em gái của Yama, thần chết, do đó cũng được gọi là Yami và theo truyền thuyết dân gian, tắm trên sông sẽ giúp siêu thoát khỏi sự đau khổ của cái chết.
Nước sông Yamuna có chất lượng "chấp nhận được" trên quãng từ Yamunotri ở dãy Himalaya đến Wazirabad ở Delhi, kéo dài khoảng 375 km, tại đây sông phải tiếp nhận chất thải của 15 cống giữa đập Wazirabad và đập Okhla và bị ô nhiễm nặng nề sau khi chảy qua Wazirabad ở Delhi. Một viên chức mô tả dòng sông là một "mương nước thải" với chỉ số nhu cầu oxy sinh hóa (BOD) từ 14 đến 28 mg/l và lượng trực khuẩn ruột cao. Có ba nguồn ô nhiễm chính, cụ thể là chất thải từ các hộ gia đình và đô thị, kết quả của việc xoái mòn đất do nạn phá rừng để biến thành đất nông nghiệp cộng với kết quả của các hóa chất sử dụng trong nông nghiệp như phân bón, thuốc diệt cỏ và trừ sâu, và chất thải từ các hoạt động thương mại và công nghiệp.

## Dòng chảy

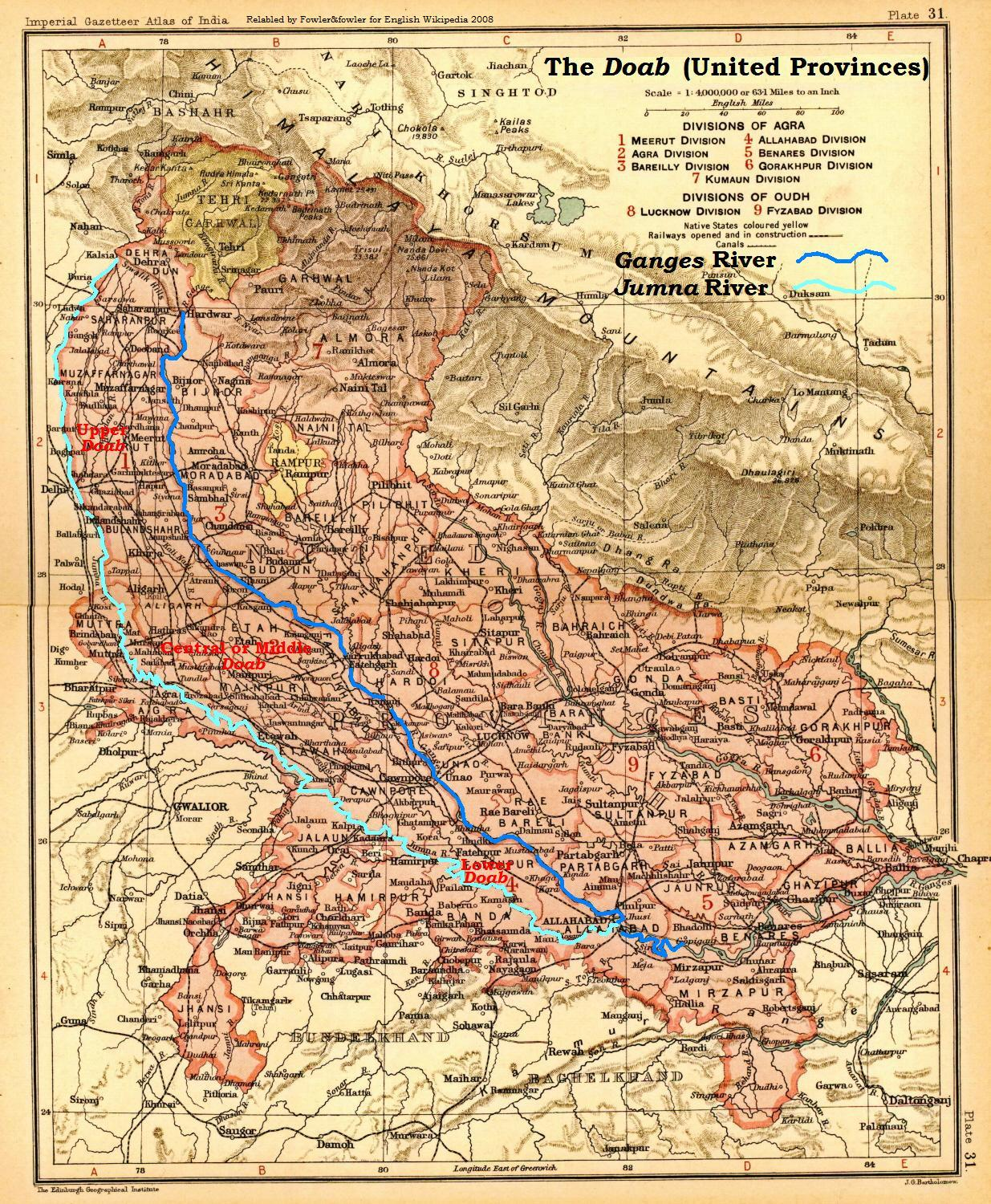
Doab, Tỉnh Liên Hiệp, bản đồ năm 1908

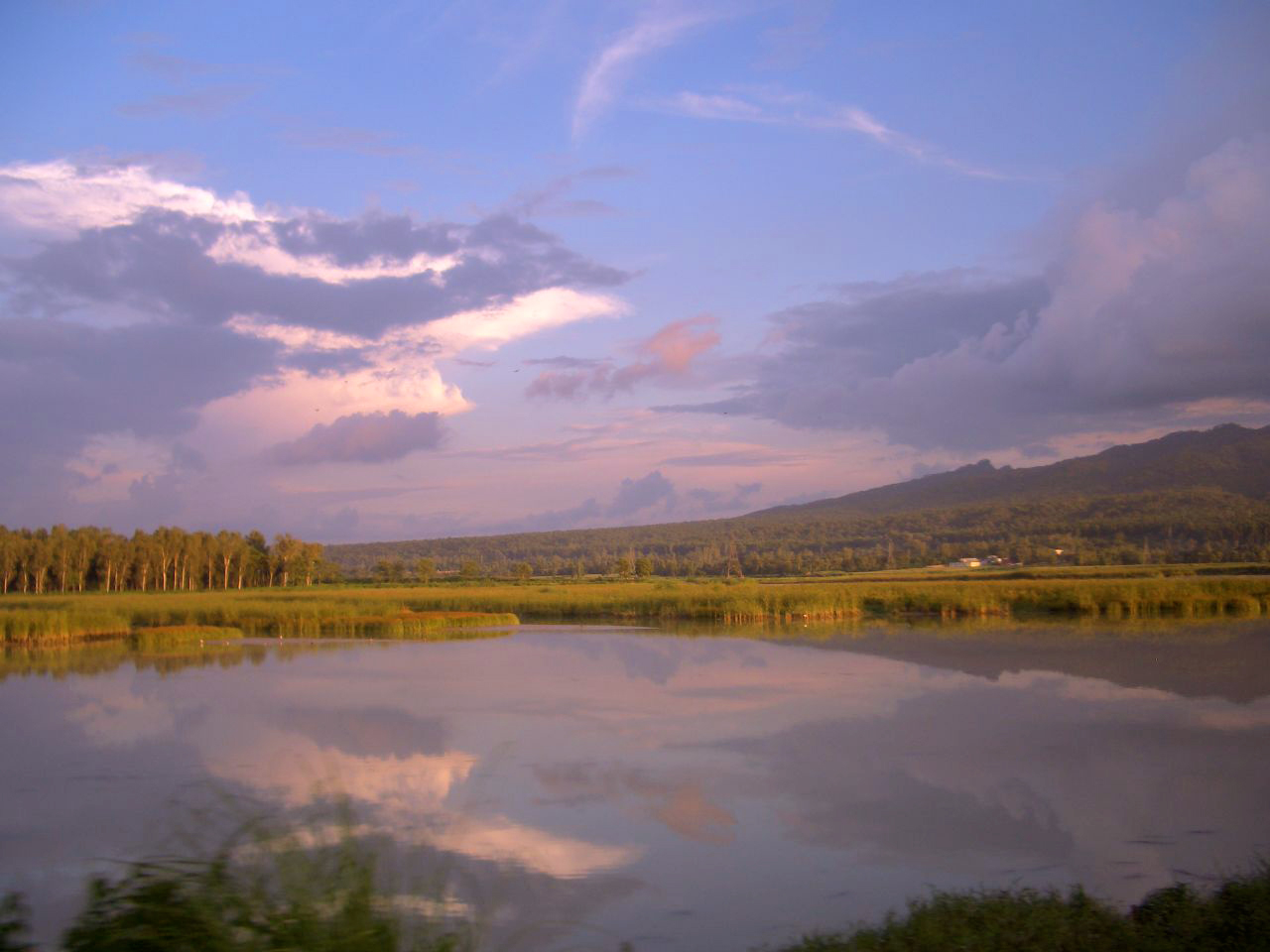
Yamuna gần Himalaya

Nguồn của Yamuna nằm ở sông băng Yamunotri trên độ cao 6.387 mét, ở sườn tây nam của đỉnh Banderpooch, nằm trong dãy Mussoorie của Hạ Himalaya, tại huyện Uttarkashi, Uttarakhand, phía bắc của Haridwar. Đền Yamunotri, một ngôi đền dành riêng cho nữ thần, cũng là một trong những ngôi đền linh thiêng nhất của Ấn Độ giáo, và một phần của cuộc hành hương Chota Char Dham Yatra. Ở gần ngôi đến, cách đó 13 km đi bộ, theo bờ phải của sông, là Markendeya Tirtha, tức nơi nhà hiền triết Markandeya đã viết Markandeya Purana.
Từ đây dòng sông chảy về phía nam, kéo dài khoảng 200 km qua Hạ Himalaya và vùng đồi Shivalik và các dòng băng tích được tìm thấy tại sườn thuộc làng Thượng Yamuna, đặc trưng với các đặc điểm địa mạo như các mũi núi đan vào nhau, đá dốc đứng, và thềm suối. Các thềm lớn được kiến tạo trong một thời gian dài có thể nhìn thấy ở phần hạ du của sông, như gần Naugoan. Lưu vực đầu nguồn của sông có tổng diện tích 2.320 km² nằm tại Himachal Pradesh, và một lưu vực chi lưu quan trọng của khu vực Thượng Lưu vực là Tons. Toàn bộ hệ thống lưu vực của sông trải ra tất cả mọi phía giữa lưu vực Giri-Sutlej tại Himachal và lưu vực Yamuna-Bhilangna tại Garhwal, thực tế thì dãy phía nam của Shimla cũng thuộc lưu vực sông. Kalanag (6.387m) là điểm cao nhất của toàn bồn địa Yamuna.
Các chi lưu khác của sông là Giri, Rishi Ganga, Kunta, Hanuman Ganga và Bata ở phần thượng du của lưu vực sông Yamuna. Sau đó sông đi xuống các vùng đồng bằng của thung lũng Doon, tại Dak Pathar gần Dehradun. Qua một đập nước, dòng nước được chuyển hướng vào một kênh để phục vụ cho mục đích phát điện, dòng nước chảy về hạ du, đến nơi hợp lưu với sông Assan, nằm bên đập Assan, nơi này có một khu bảo tồn chim. Sau khi vượt qua thị trấn hành hương của đạo Sikh là Paonta Sahib, dòng sông xuôi đến Tajewala tại quận Yamuna Nagar của bang Haryana, nơi có một con đập được xây từ năm 1873, là nơi khởi nguồn của hai kênh đào quan trọng là kênh Tây Yamuna và kênh Đông Yamuna, hai kênh này cũng cấp nước tưới cho các bang Haryana và Uttar Pradesh. Kênh Tây Yamuna đi qua Yamuna Nagar, Karnal và Panipat trước khi đến nhà máy xử lý Haiderpur, là nhà máy cung cấp một phần lớn lượng nước máy cho Delhi, xa hơn nữa, sông cũng phải tiếp nhận nước thải từ các thành phố Yamuna Nagar và Panipat. Yamuna được bổ sung một lần nữa nhờ các dòng suối và nước ngầm theo mùa, và thực tế là trong mùa khô, nó duy trì trạng thái khô hạn kéo dài từ Tajewala đến Delhi, ở gần làng Palla sau khi đã vượt qua 224 km.
Yamuna cũng tạo thành ranh giới tự nhiên giữa hai bang Himachal Pradesh và Uttarakhand, và về sau là giữa hai bang Haryana và Uttar Pradesh. Yamuna nằm song song với sông Hằng và góp phần tạo nên đồng bằng Ấn-Hằng, một đồng bằng phù sa màu mỡ lớn nhất thế giới, nó tạo nên vùng Doab Hằng-Yamuna bao trùm 69.000 km², tức một phần ba diện tích cả đồng bằng, và nay được biết đến với các sản phẩm nông nghiệp, nổi bật là việc canh tác giống gạo Basmati. Bản thân đồng bằng cung cấp kế sinh nhai cho một phần ba cư dân Ấn Độ thông qua hoạt động nông nghiệp.
Sau đó, sông chảy qua các bang Delhi, Haryana và Uttar Pradesh, trước khi hợp lưu với sông Hằng tại một địa điểm thiêng liêng được gọi là Triveni Sangam tại Allahabad sau khi đã vượt qua một quãng đường dài 1.376 kilômét (855 mi). Tại dây các khách hành hương bằng thuyền đến một bục được dựng thẳng đứng ở giữa dòng nước để cầu nguyện. Trong khi lễ hội Kumbh Mela được tổ chức 12 năm một lần, các ghat xung quanh Sangam là nơi tập hợp lớn của các tín đồ, những người sẽ ngâm mình trong dòng nước thiêng ở nơi hợp dòng. Các thành phố Baghpat, Delhi, Noida, Mathura, Agra, Firozabad, Etawah, Kalpi, Hamirpur, Allahabad nằm bên bờ sông. Tại Etawah, sông nhận một chi lưu quan trọng khác, Chambal, tiếp theo là nhiều chi lưu khác ở hạ lưu như Sindh, Betwa và Ken.
| Bang                         | Diện tích lưu vực (km²) | Tỉ lệ  |
| ---------------------------- | ----------------------- | ------ |
| Uttar Pradesh và Uttarakhand | 74.208                  | 21,5 % |
| Himachal Pradesh             | 5.799                   | 1,6    |
| Haryana                      | 21.265                  | 6,5    |
| Rajasthan                    | 102.883                 | 29,8   |
| Madhya Pradesh               | 14.023                  | 40,6   |
| Delhi                        | 1.485                   | 0,4    |

## Ý nghĩa tôn giáo

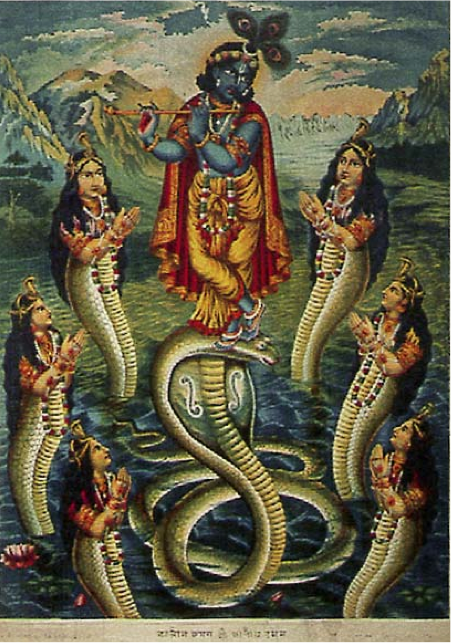
Kaliya Daman, khoảng năm 1880.

Nữ thần của dòng sông, cũng được gọi là Yami, là chị em gái của Yama, tức thần chết, và là con gái của Surya, thần mặt trời, và vợ của ông là Saranyu. Yamuna, hay gọi theo cách kính cẩn là Yamunaji, giữ một vai trò rất quan trọng trong Pushti Marga, một giáo pháo của Ấn Độ giáo do ShuddhAdvaita khởi xướng, trong đó Shri Krsna là vị thần chính, được VallabhAcharya / MahaPrabhuji truyền bá, và có nhiều người tin theo ở Ấn Độ.
Dòng sông Yamuna cũng kết nối các đức tin tôn giáo quanh Krishna và các câu chuyện liên hệ với ông trong các kinh thư của Ấn Độ giáo, đặc biệt là Puranas (Vãng thế thư'), như Daman Kaliya, chế phục của Kaliya, một con rắn độc Nāga, đã sống ở sông và đe dọa đến người dân ở Braja.

## Các chi lưu quan trọng
- Sông Tons, chi lưu lớn nhất và dài nhất của Yamuna, khởi nguồn từ độ cao 20.720 ft (6.315 m) ở núi Bandarpoonch, và có một lưu vực lớn ở Himachal Pradesh. Sông hợp lưu vào Yamuna bên dưới Kalsi gần Dehradun, Uttarakhand.
- Sông Hindon, khởi nguồn từ quận Saharanpur, từ Thượng Shivalik tại dãy Hạ Himalaya, và có diện tích lưu vực là 7. 083 km², chảy 400 km qua các quận Muzaffarnagar, Meerut, Baghpat, Ghaziabad, Noida, Greater Noida, trước khi hợp lưu với sông Hằng bên ngoài Delhi.
- Sông Ken, chảy qua khu vực Bundelkhand của Madhya Pradesh và Uttar Pradesh, khởi nguồn gần làng Ahirgawan tại quận Jabalpur (quận) và kéo dài 427 km, trước khi hợp lưu vào Yamuna tại làng Chilla, gần Fatehpur ở Uttar Pradesh, và có diện tích lưu vực là 28.058 km².
- Sông Chambal, còn gọi là Charmanvati vào thời cổ, chảy qua Rajasthan và Madhya Pradesh, có diện tích lưu vực là 143,219 km² và kéo dài 960 km, từ dãy núi Vindhya gần Mhow và qua các đập thủy điện Gandhi Sagar, Rana Pratap Sagar và Jawahar Sagar, trước khi đổ vào Yamuna ở đông nam của Sohan Goan, tại quận Etawah, ngay bên dưới đó là điểm hợp lưu của sông Sindh.

## Hình ảnh

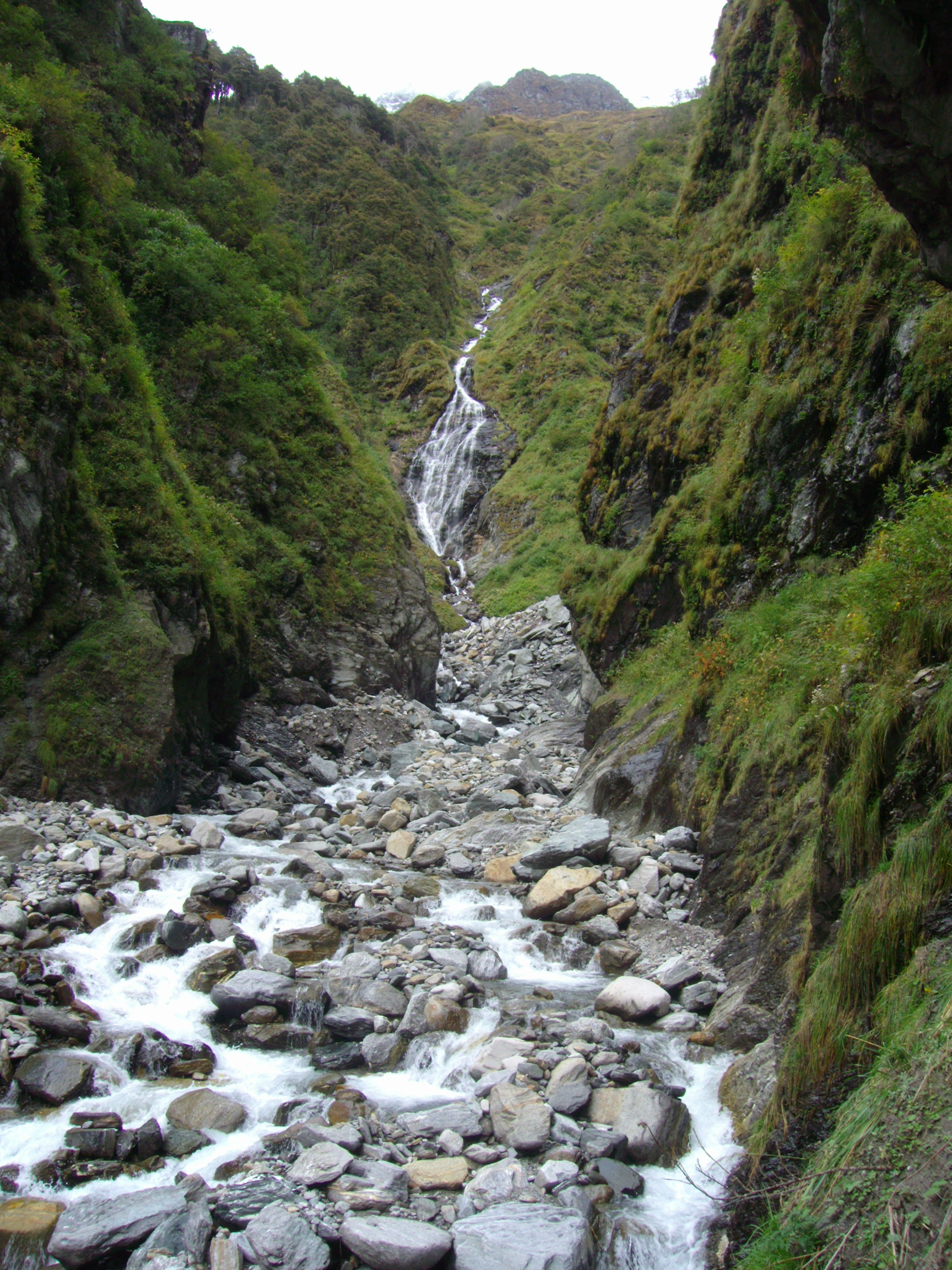
Yamuna tại khởi nguồn của nó ở Yamunotri tại Uttarakhand
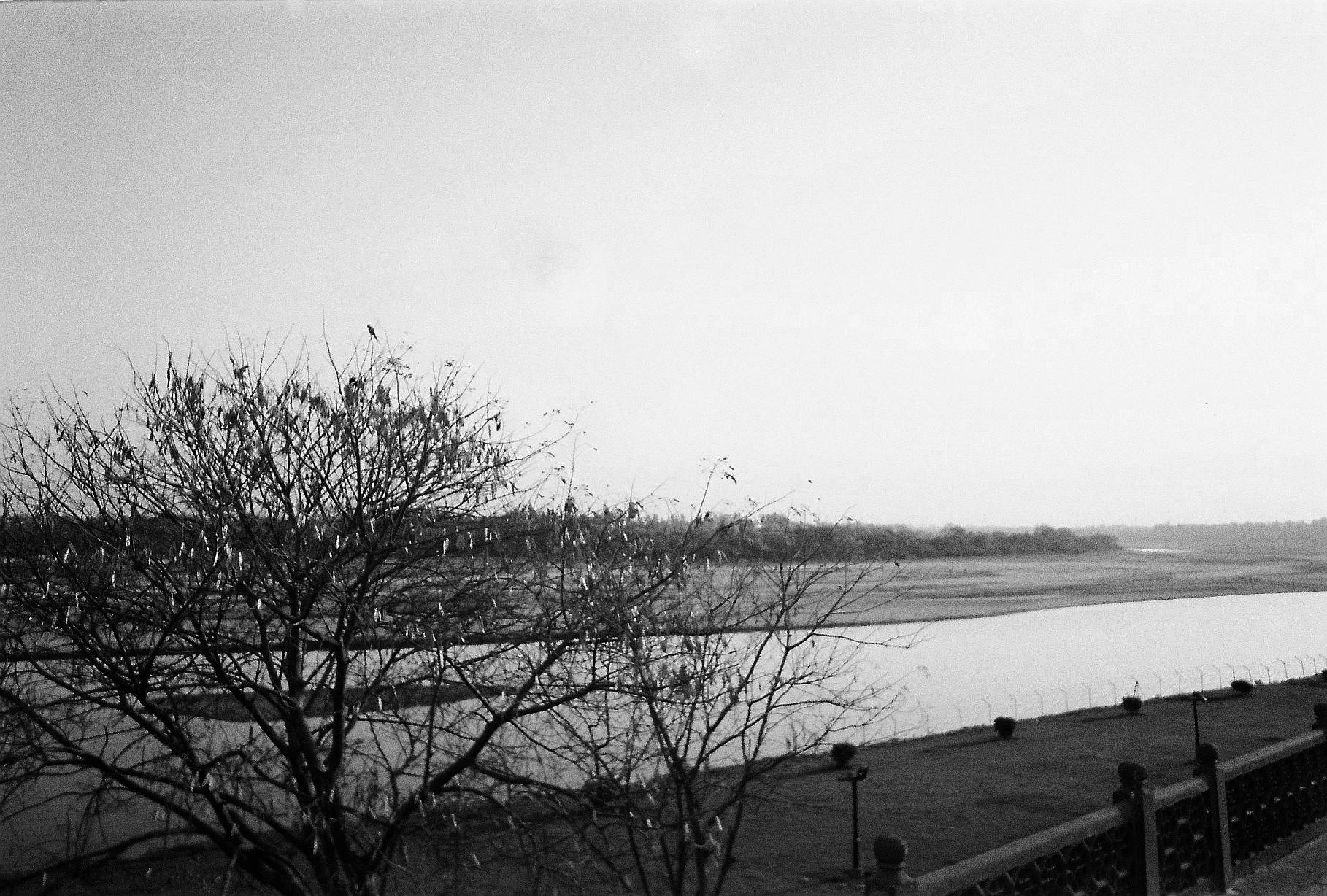
Sông Yamuna nhìn từ Tajmahal
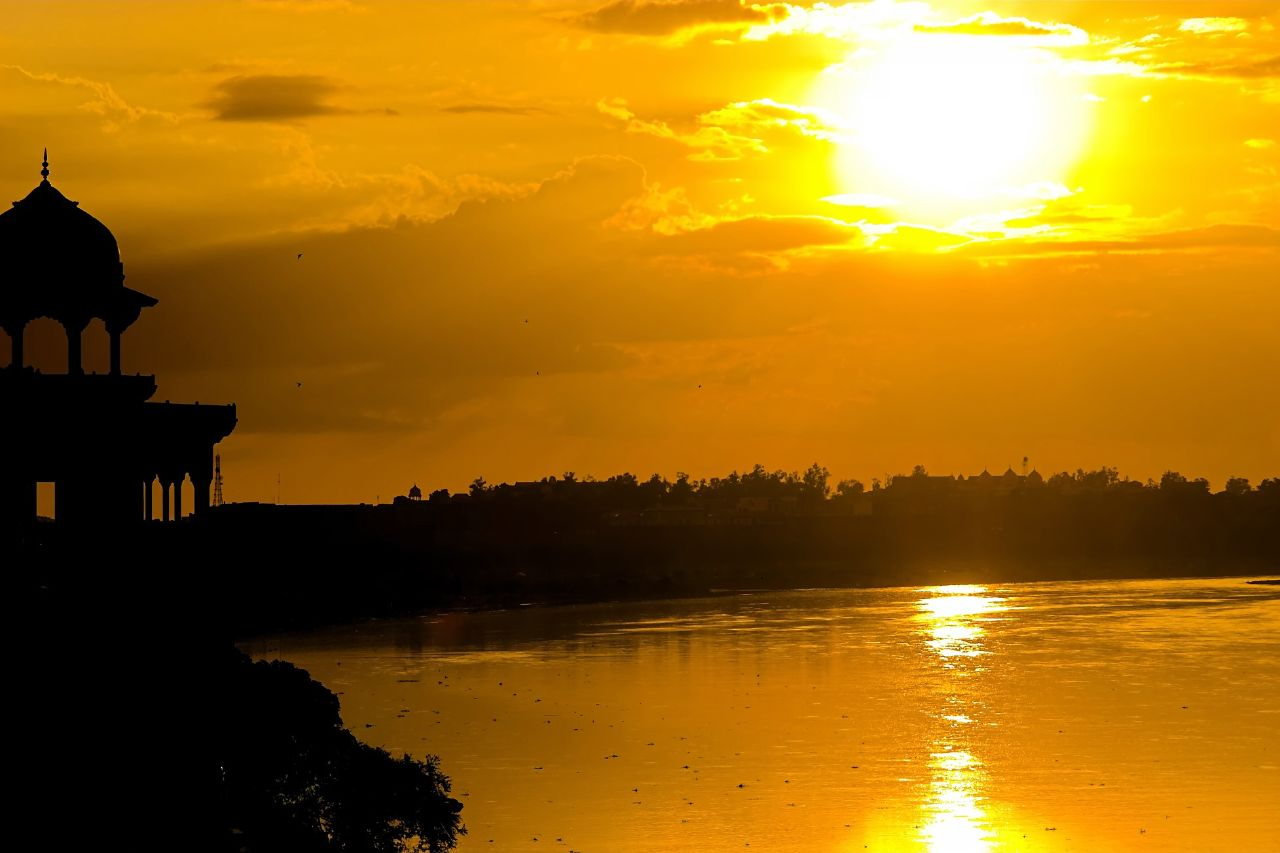
Yamuna nhìn từ Taj Mahal.
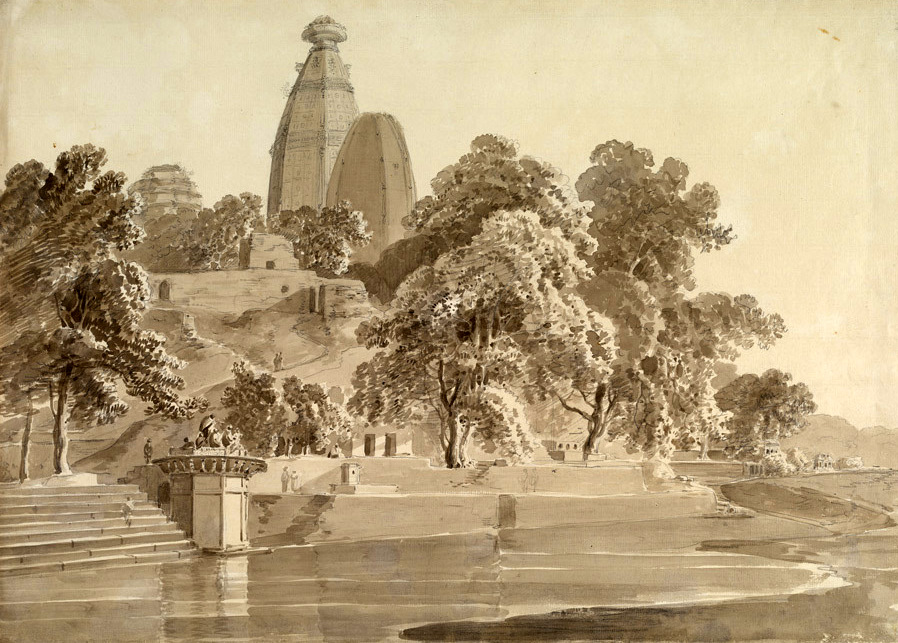
Đền Madan Mohan trên sông Yamuna, Vrindavan, 1789, nó đã di chuyển ra xa hơn kể từ đó.
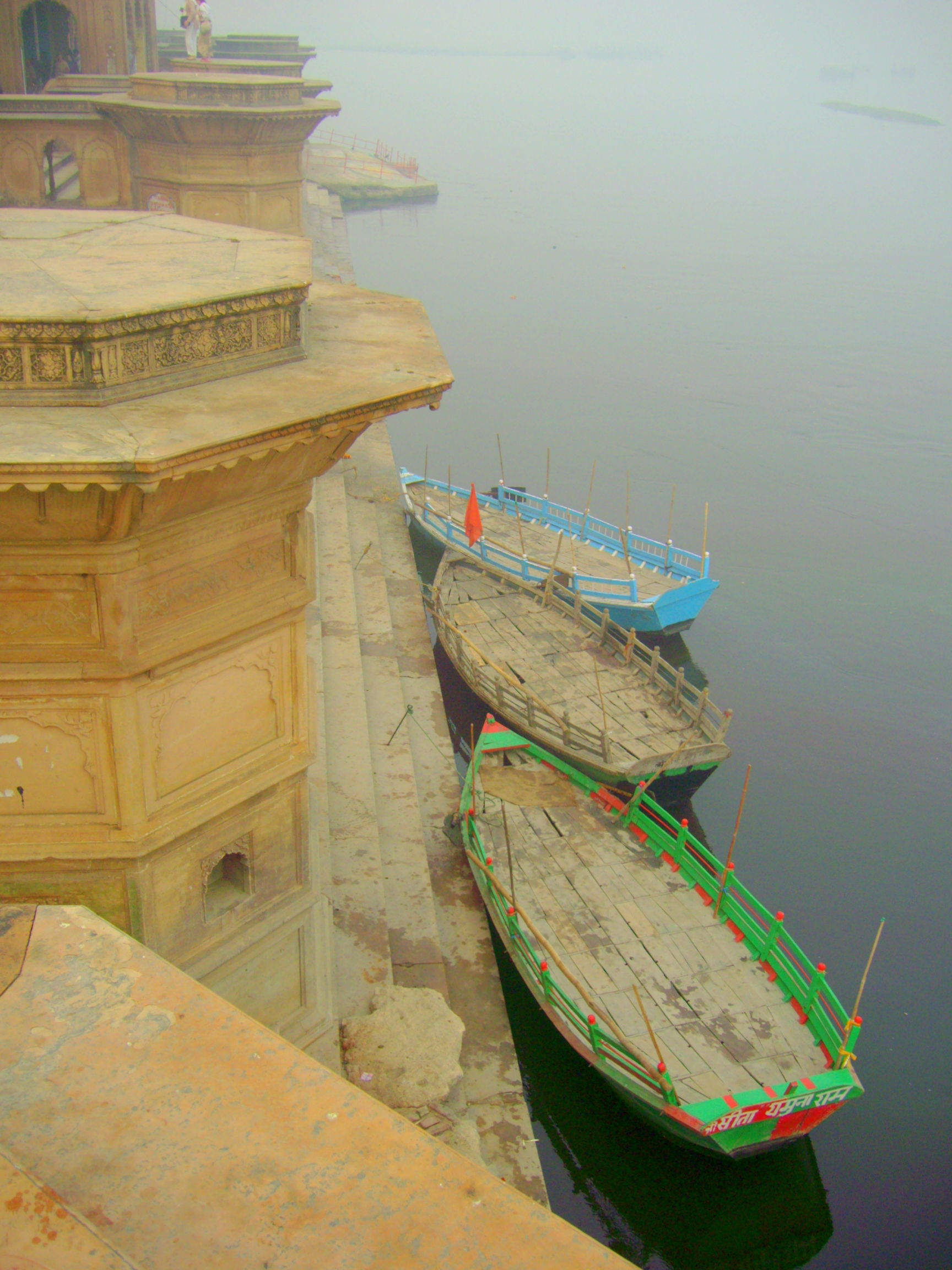
'Keshi Ghat' trêb sông Yamuna, đoạn qua Vrindavan.